# Сітху (цар Піньї)
Сітху (*бірм. စည်သူ; д/н — 1344) — 3-й володар царства Пінья у 1340—1344 роках.

## Життєпис
Один з молодших синів паганського царя Кансу III. Народився десь на початку 1280-х років. 1287 року втратив батька під час вторгнення юаньських військ. Згодом приєднався до амати (міністра) Тхіхатху. Останній 1306 року набув статус фактично правителя. 1310 року Сітху призначається сукрі (намісником) М'їнсаїна.
Протягом десятиліть забезпечивав захист північносхідних кордонів держави. 1325 року після сходження на трон свого небожа Узани I посилив вплив при дворі ще більше. Водночас видав доньку Со Ґі за Чавсву I.
1340 року після добровільного зречення або під тиском Узани I перебрав владу в державі. Втім цього не визнав його зять Чавсва I. Почалася нова війна. 1342 року Сітху зазнав декількох тяжких поразок, що дозволило суперникові прийняти титул царя Піньї. Остаточно зазнав поразки і загинув Сітху в 1344 році.